# Sambikarto
Sambikarto is een bestuurslaag in het regentschap Lampung Timur van de provincie Lampung, Indonesië. Sambikarto telt 3541 inwoners (volkstelling 2010).